# Copa Rommel Fernández 2011

## Sistema de competición
Se determinó que el formato de competencia será el siguiente: en la ronda regular juegan todos contra todos a una sola vuelta, clasificando 3 equipos de la Zona 1 y tres de la Zona 2, mientras que de la Zona 3 avanzan 2. En total clasifican 8 equipos para la siguiente fase.